# Soraya Abdullah
Pour les articles homonymes, voir Abdullah.
Soraya Abdullah est une actrice indonésienne  née le 3 août 1978 à Jakarta et morte le 1er février 2021 dans le kabupaten de Tangerang.

## Filmographie partielle
- 1997 : Tato
- 1997 : Kerinduan